# Rifugio Bressanone
Il rifugio Bressanone (in tedesco Brixner Hütte) è un rifugio situato alla fine della valle di Valles in Alto Adige, a 2.307 m s.l.m.. 
La sezione di Bressanone dell'Alpenverein Südtirol (AVS) ne ha la proprietà. Accanto al rifugio passa l'alta via di Fundres (Pfunderer Höhenweg).

## Storia
La zona era da sempre utilizzata dai paesani di Valles, che durante l'estate si trasferiva più a monte per motivi di praticità. La stessa zona era anche frequentata da cacciatori che utilizzarono una prima baracca eretta nel 1908 dal geologo Raimund von Klebelsberg. Poco dopo la sezione di Bressanone del Deutscher und Österreichischer Alpenverein acquistò la baracca dai cacciatori e cercò di adattarla al meglio possibile, tanto da farla diventare un rifugio che fu inaugurato il 18 luglio 1909.
Nel 1923, con l'avvento del fascismo, il rifugio fu espropriato e passò alla sezione di Bressanone del Club Alpino Italiano (CAI), che lo tenne in custodia fino alla seconda guerra mondiale. Durante il conflitto il rifugio subì diversi furti e razzie, da cui rimasero ben poche rovine.
Fu solo negli anni settanta che la sezione di Bressanone del Alpenverein Südtirol iniziò a ripensare a una sua ricostruzione e grazie ai soci dell'AVS di Rio di Pusteria, con l'aiuto dei muli della Brigata alpina "Tridentina", fu possibile riaprirlo nell'estate del 1973.

## Vie d'accesso
Il principale accesso al rifugio proviene da sud, ovvero dalla frazione di Valles che porta alle malghe di Fane (1735 m). Da qui si prosegue risalendo il torrente lungo il sentiero numero 17, per arrivare al rifugio in meno di 2 ore.
Si può raggiungere il rifugio anche scendendo dalla forcella Val di Fumo (Rauhtaljoch, 2807 m) o dalla valle di Fundres passando per la forcella di Rena (Sandjoch, 2842 m).

## Traversate

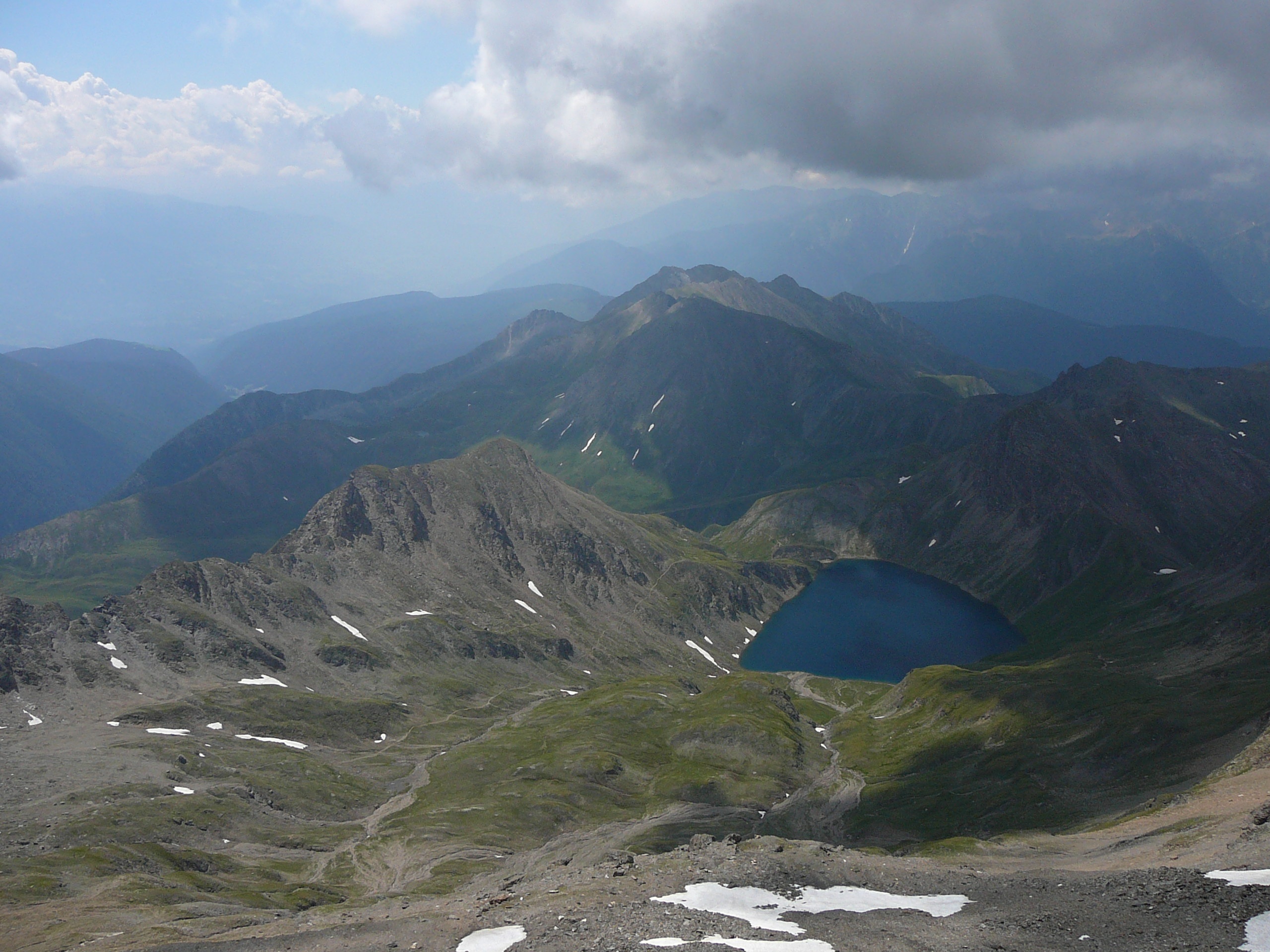
Il lago Selvaggio visto dal picco della Croce

Il rifugio si trova come punto finale per coloro che salgono al picco della Croce (Wilde Kreuzspitze, 3125 m) e dalla cima di Valmala (Wurmaulspitze, 3022 m).
Partendo dal villaggio delle malghe di Fane è possibile eseguire un percorso impegnativo di circa 7-8 ore, con un dislivello di 1400 metri.
Lasciata la macchina al parcheggio alto (1705 m), si arriva alle malghe di Fane (1730 m) e da qui, prendendo il sentiero numero 18, si arriva dapprima alla malga Labiseben (2.138 m) dopo circa 1 ora e venti minuti. Proseguendo sempre sullo stesso sentiero si arriva al lago Selvaggio (Wilder See, 2.532 m) in circa 2 ore e 40 minuti dalla partenza. Dopo aver ammirato la natura selvaggia del lago alpino, si prosegue per la forcella Val di Fumo (Rauhtaljoch, 2807 m), 4 ore e 40 minuti dalla partenza. Giunti alla forcella è possibile salire sulla cima del picco della Croce (3125 m) in circa 1 ora. Per coloro che sono più stanchi invece si può ridiscendere dal lato opposto la forcella, facendo attenzione ai nevai, giungendo in 1 ora e mezza al rifugio di Bressanone, e da qui tornare quindi alle malghe di Fane e al parcheggio alto.
È possibile effettuare il percorso anche in senso antiorario.